# Mary Willard
Mary Patricia Willard (Phoenix, 18 maggio 1941) è un'ex tuffatrice statunitense.

## Carriera
Ha rappresentato gli Stati Uniti d'America ai Giochi olimpici di Tokyo 1964, vincendo una medaglia di bronzo.

## Palmarès
- Giochi olimpici

Tokyo 1964: bronzo nel trampolino 3 m.